# Тетишери
Тетишери (егип. Ttj šrj — Тети младшая) — древнеегипетская царица-мать в период поздней XVII династии и начала XVIII династии.

## Происхождение

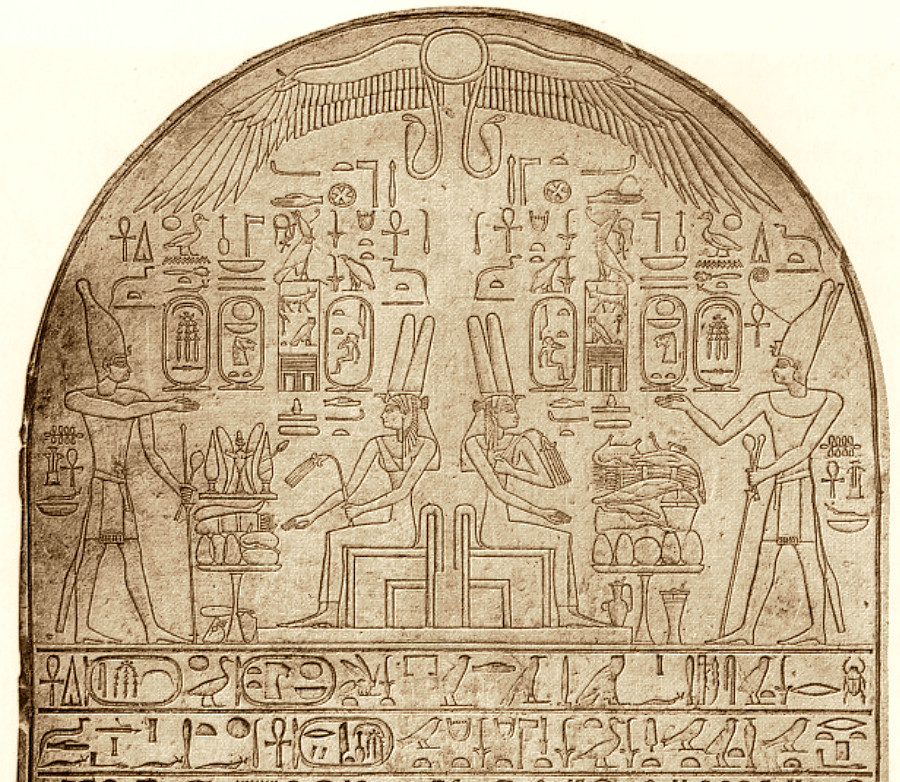
Стела с изображением Тетишери (Каирский египетский музей)

Праматерь Тетишери — женщина-простолюдинка, маленького роста, с выступающими вперёд зубами. Этот отличительный признак характерен для всех её потомков. Тетишери носила титул «великой царской жены». Её сын Таа II и дочь Яххотеп стали родителями первого правителя этой династии Яхмоса I.
Внук приказал поставить стелу в Абидосе, на ней надпись гласящая:

Матери моей матери, матери моего отца

Тетишери сидит в величественной позе с лилией в руке. Также внук возвёл для бабушки пирамиду с садом и озером, но захоронена она была в Фивах в семейном склепе. Её мумия найдена в тайнике Дейр эль-Бахри.
Жена Таа I Старшего, мать Таа II Секененра и бабушка Камоса и Яхмоса I. Тетишери была одним из лидеров фиванского национально-освободительного движения и активно участвовала в изгнании гиксосов из Египта.

## Культурное влияние
Тетишери — одна из главных действующих лиц романа Нагиба Махфуза «Война в Фивах» и трилогии Кристиана Жака «Гнев Богов», повествующих об освобождении Египта из-под власти гиксосов.